# Волфершвенда
Волфершвенда (њем. Wolferschwenda) општина је у њемачкој савезној држави Тирингија. Једно је од 50 општинских средишта округа Кифхојзер. Према процјени из 2010. у општини је живјело 145 становника. Посједује регионалну шифру (AGS) 16065082.

## Географски и демографски подаци
Волфершвенда се налази у савезној држави Тирингија у округу Кифхојзер. Општина се налази на надморској висини од 275 метара. Површина општине износи 4,2 km². У самом мјесту је, према процјени из 2010. године, живјело 145 становника. Просјечна густина становништва износи 34 становника/km².